# Троянка (Голованевский район)
Троя́нка (укр. Троянка) — село в Голованевской поселковой общине Голованевского района Кировоградской области Украины.
Население по переписи 2001 года составляло 956 человек. Почтовый индекс — 26530. Телефонный код — 5252. Занимает площадь 47,96 км². Код КОАТУУ — 3521487701.

## Известные уроженцы
- Григорук, Евгений Максимович (1899—1922) — украинский советский поэт.